# Phạm Đình Thanh
Phạm Đình Thanh (sinh ngày 10 tháng 9 năm 1967) là Đại biểu Quốc hội nước Cộng hòa xã hội chủ nghĩa Việt Nam. Ông hiện là Tỉnh ủy viên, Phó Trưởng Đoàn Đại biểu Quốc hội chuyên trách tỉnh Kon Tum, Ủy viên Ủy ban Tư pháp của Quốc hội, Đại biểu Quốc hội khóa XV từ Kon Tum. Ông từng là Bí thư Đảng ủy, Giám đốc Sở Tư pháp tỉnh Kon Tum.
Phạm Đình Thanh là đảng viên Đảng Cộng sản Việt Nam, học vị Cử nhân Luật, Thạc sĩ Quản lý công, Cao cấp luận chính trị. Ông có xuất phát điểm là quân nhân, rồi xuất ngũ tham gia tổ chức Đảng và chính quyền địa phương tỉnh Kon Tum.

## Xuất thân và giáo dục
Phạm Đình Thanh sinh ngày 10 tháng 9 năm 1967 tại xã Sơn Hà, nay là xã Tân Mỹ Hà, huyện Hương Sơn, tỉnh Hà Tĩnh. Ông lớn lên và tốt nghiệp phổ thông ở Hương Sơn, nhập ngũ Quân đội nhân dân Việt Nam vào tháng 8 năm 1985, là Hạ sĩ quan, theo học Trường Hạ sĩ quan xe tăng I tỉnh Đồng Nai, sau đó học Trường Sĩ quan Lục quân III, nay là Trường Đại học Nguyễn Huệ, từ tháng 11 cùng năm cho đến tháng 8 năm 1988. Sau đó, ông học đại học và tốt nghiệp Cử nhân Luật, tiếp tục học cao học và nhận bằng Thạc sĩ Quản lý công. Ông được kết nạp Đảng Cộng sản Việt Nam vào ngày 29 tháng 11 năm 1987 tại trường Lục quân III, trở thành đảng viên chính thức sau đó 1 năm, từng theo học các khóa chính trị ở Học viện Chính trị Quốc gia Hồ Chí Minh và tốt nghiệp Cao cấp lý luận chính trị. Hiện ông thường trú ở phường Trường Chinh, thành phố Kon Tum, tỉnh Kon Tum.

## Sự nghiệp
Tháng 9 năm 1988, sau khi tốt nghiệp trường Lục quân III, Phạm Đình Thanh nhận quân hàm Thiếu úy, được phân về Quân đoàn 3. Trong những năm công tác ở đây tư 1988–95, ông lần lượt là Trung đội trưởng Trung đội 1 Đại đội ll, Tiểu đoàn 9, Trung đoàn 66, Sư đoàn 10, rồi Đại đội Phó, Đại đội Trưởng Đại đội 10 thuộc Quân đoàn 3. Tháng 12 năm 1995, ông xuất ngữ, được điều tới Tỉnh ủy Kon Tum, bổ nhiệm làm Chuyên viên Ban Nội chính Tỉnh ủy, được chuyển sang làm Chuyên viên Văn phòng Tỉnh ủy từ tháng 1 năm 2000. Tháng 1 năm 2003, ông thăng chức làm Phó trưởng phòng Nội chính – Tiếp dân, Văn phòng Tỉnh ủy, rồi Trưởng phòng từ tháng 5 năm 2005, và tiếp tục thăng chức là Phó Chánh Văn phòng Tỉnh ủy Kon Tum từ tháng 3 năm 2007. Tháng 12 năm 2011, ông được điều về huyện Ngọc Hồi, nhậm chức Phó Bí thư thường trực Huyện ủy Ngọc Hồi, công tác 1 nhiệm kỳ cho đến tháng 2 năm 2016 thì trở lại Tỉnh ủy làm Phó Trưởng Ban Tổ chức Tỉnh ủy Kon Tum.
Tháng 3 năm 2018, Phạm Đình Thanh được bổ nhiệm làm Giám đốc Sở Tư pháp tỉnh Kon Tum, được bầu vào Ban Chấp hành Đảng bộ tỉnh tại Đại hội Đảng bộ lần thứ XVI, nhiệm kỳ 2020–2025 vào tháng 10 năm 2020. Năm 2021, với sự giới thiệu của Ủy ban Mặt trận Tổ quốc Việt Nam tỉnh, ông tham gia ứng cử đại biểu Quốc hội từ Kon Tum, thuộc đơn vị bầu cử số 1 gồm thành phố Kon Tum, huyện Kon Plông, Kon Rẫy, Sa Thầy, Ia H'Drai, rồi trúng cử Đại biểu Quốc hội khóa XV với tỷ lệ 91,13%. Ngày 23 tháng 7 năm 2021, ông được phê chuẩn làm Ủy viên Ủy ban Tư pháp của Quốc hội, Phó Trưởng Đoàn Đại biểu Quốc hội chuyên trách tỉnh Kon Tum.